# Rio Jalapa
Rio Jalapa é um rio centro-americano da Guatemala.